# منتخب هونغ كونغ لسباعيات الرغبي للسيدات
منتخب هونغ كونغ لسباعيات الرغبي للسيدات هو ممثل هونغ كونغ الرسمي في المنافسات الدولية في سباعيات الرغبي للسيدات.